# Templo y exconvento de San Pedro Apóstol de Tláhuac

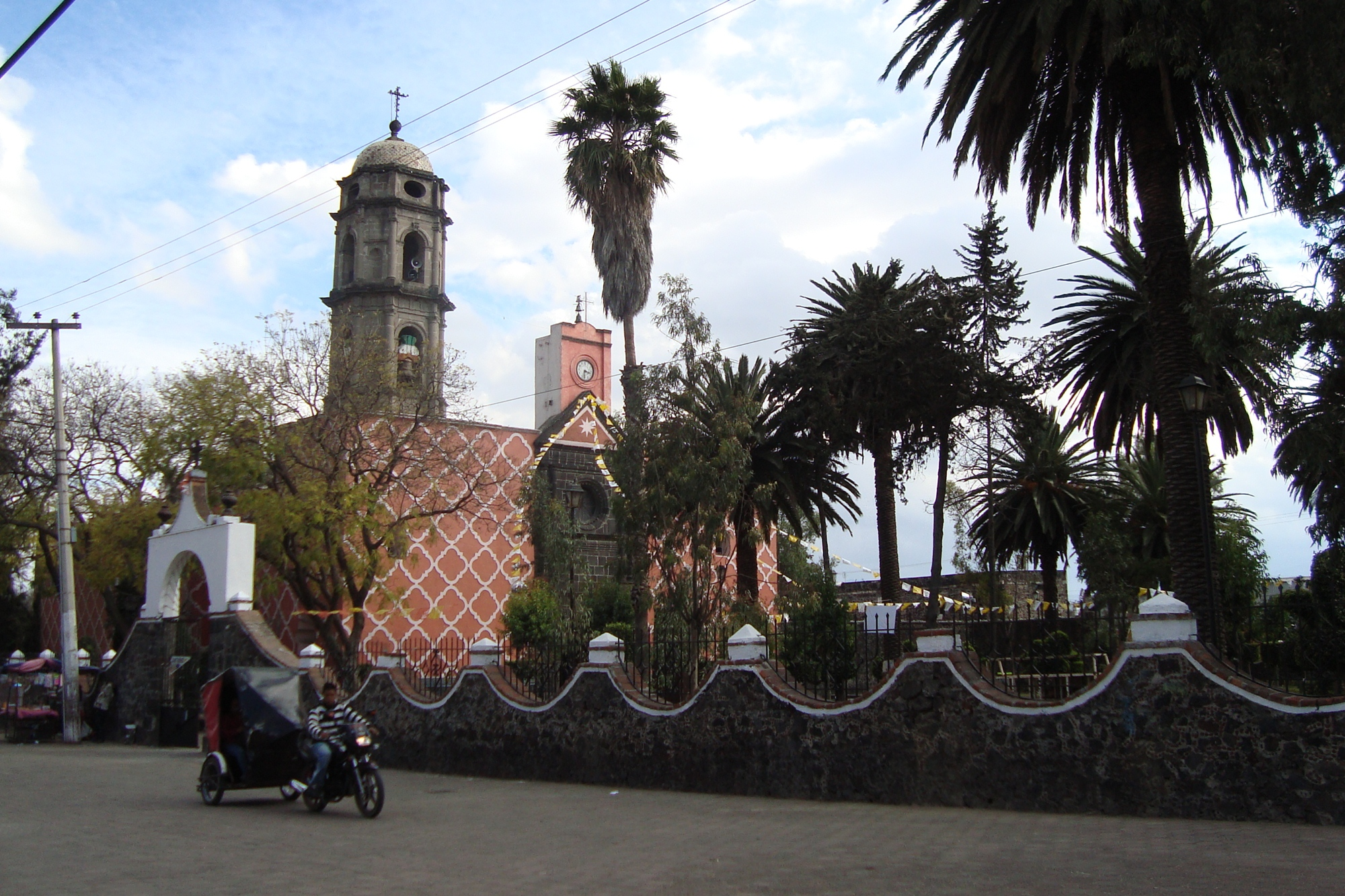
Vista del templo de San Pedro Apóstol desde la explanada delegacional de Tláhuac (México).

El templo y exconvento de San Pedro Apóstol de Tláhuac es un edificio religioso que se localiza en San Pedro Tláhuac, uno de los pueblos originarios de la Ciudad de México. Está consagrado al apóstol Pedro, patrono de la comunidad católica de la cabecera tlahuaquense. Sus orígenes se remontan a la primera mitad del siglo XVI, con las primeras misiones de evangelización en el Anáhuac tras la conquista de México-Tenochtitlan. Fue declarada monumento histórico el 19 de febrero de 1932 y se encuentra dentro de la zona de monumentos históricos de Xochimilco, Tláhuac y Milpa Alta, decretada por el presidente mexicano Miguel de la Madrid Hurtado en 1986.

## Historia
Los primeros encargados de la cristianización de los cuitlahuacas fueron los franciscanos, a quienes se les encargó la organización de la Iglesia durante los primeros años de la dominación española sobre los mesoamericanos. Según fray Toribio de Benavente, la construcción del primer templo tuvo lugar después de 1529 y era de adobe, techo de madera a dos aguas y tres naves. En 1554 los franciscanos dejaron Cuitláhuac bajo la jurisdicción de los dominicos, quienes concluyeron el convento de 1586 a 1587 y se considera que el arquitecto español Francisco Becerra fue quien asesoró la obra. La iglesia actual fue terminada a fines del siglo XVII o principios del XVIII y los dominicos permanecieron en la localidad hasta la secularización de la parroquia en 1754. Al plan original de los franciscanos se hicieron sólo algunas modificaciones y se añadió el convento. El conjunto religioso continuó en obras hasta el siglo XVIII y aportaron a su construcción los habitantes del propio Tláhuac, de San Miguel Xico, de Santa Catarina Yecahuízotl, de Tlaltenco y Santiago Zapotitlán, que en ese tiempo eran doctrinas de San Pedro Tláhuac. Entre 1790 y 1806 el conjunto fue reconstruido por el arquitecto Ignacio Castera

## Descripción

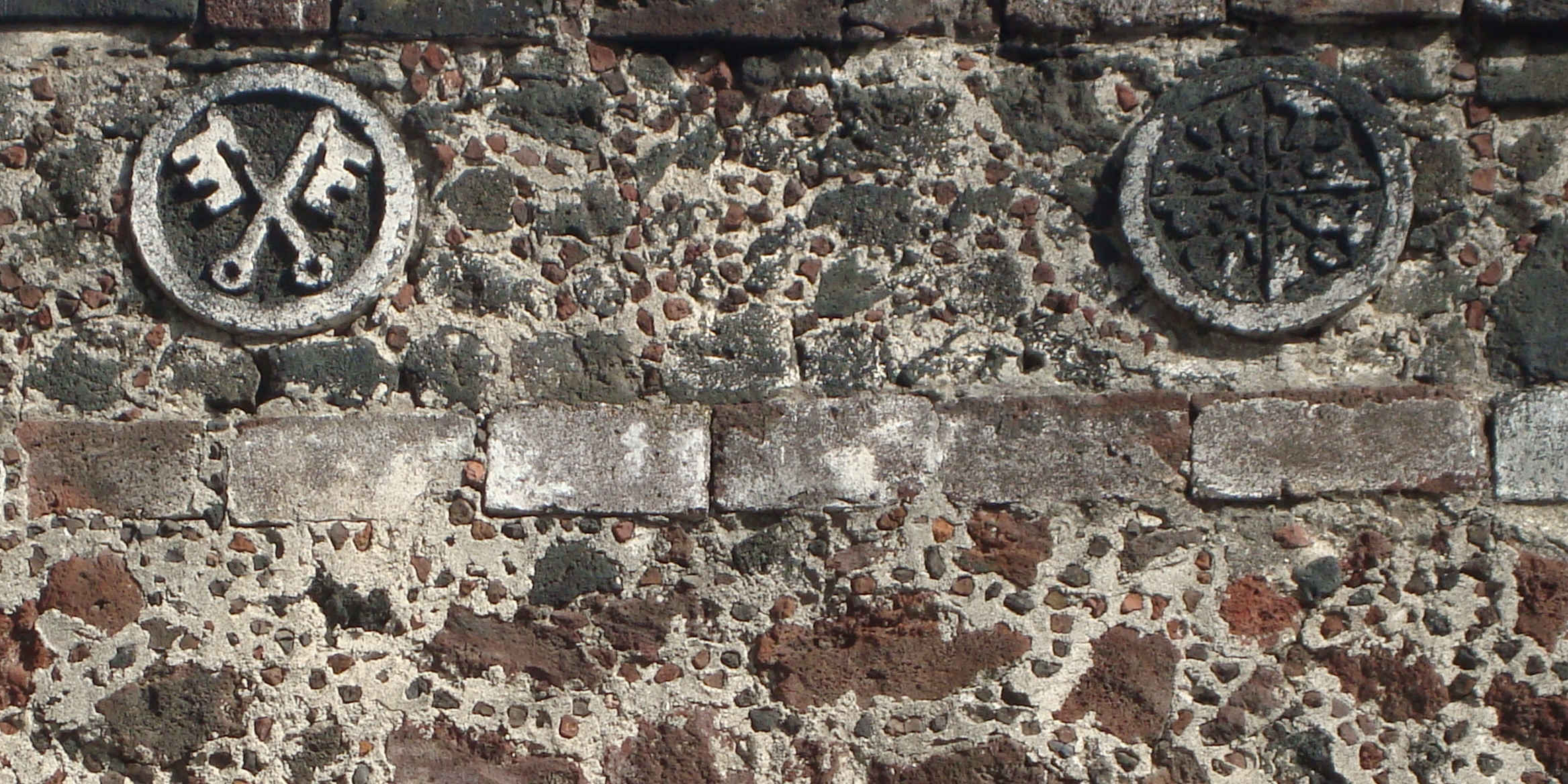
Emblemas labrados

El templo de San Pedro Apóstol de Tláhuac fue construido con tres naves separadas por columnas. Cuenta con una bóveda central y una cúpula. La fachada está cubierta por argamasa, con ornamentaciones de inspiración mudéjar ejecutadas en el mismo material. La portada es de estilo neoclásico, hecha de cantera labrada. Posee una torre en el costado norte, que es donde se encuentra el campanario. La cúpula de esta torre está recubierta de azulejos y coronada por una cruz de hierro. El conjunto está rodeado por una barda de basalto con arcos invertidos que delimita el atrio. En él se encuentra un jardín con palmeras y otros géneros de árboles. El convento conserva características notables, como el friso que remata los muros exteriores del edificio, el cual está decorado con medallones circulares que contienen emblemas labrados, estos tableros con círculos son reminiscencias de la arquitectura mesoamericana y son símbolo de la jerarquía de un lugar.
El complejo Parroquial es muy grande. dentro de él, en el costado sur, se encuentra el Claustro parroquial,  donde alrededor de él se reúnen los grupos parroquiales, hay una capilla dentro del claustro que tiene funciones múltiples y los salones de la parroquia donde se reúnen los grupos, también se encuentra el patio sur, es un patio que sirve como cancha para algunos deportes, acondicionándolo puede alberga eventos masivos, se estipula que tiene capacidad entre 400 y 1000 personas, dependiendo del tipo de acondicionamiento que se le de, en el segundo piso del claustro se encuentra la casa cural, así como la sala de juntas, donde sesiona el consejo parroquial. Se tiene una capilla anexa en contra esquina con el complejo, tiene igual la funcione múltiples.

## Aros del juego de Pelota

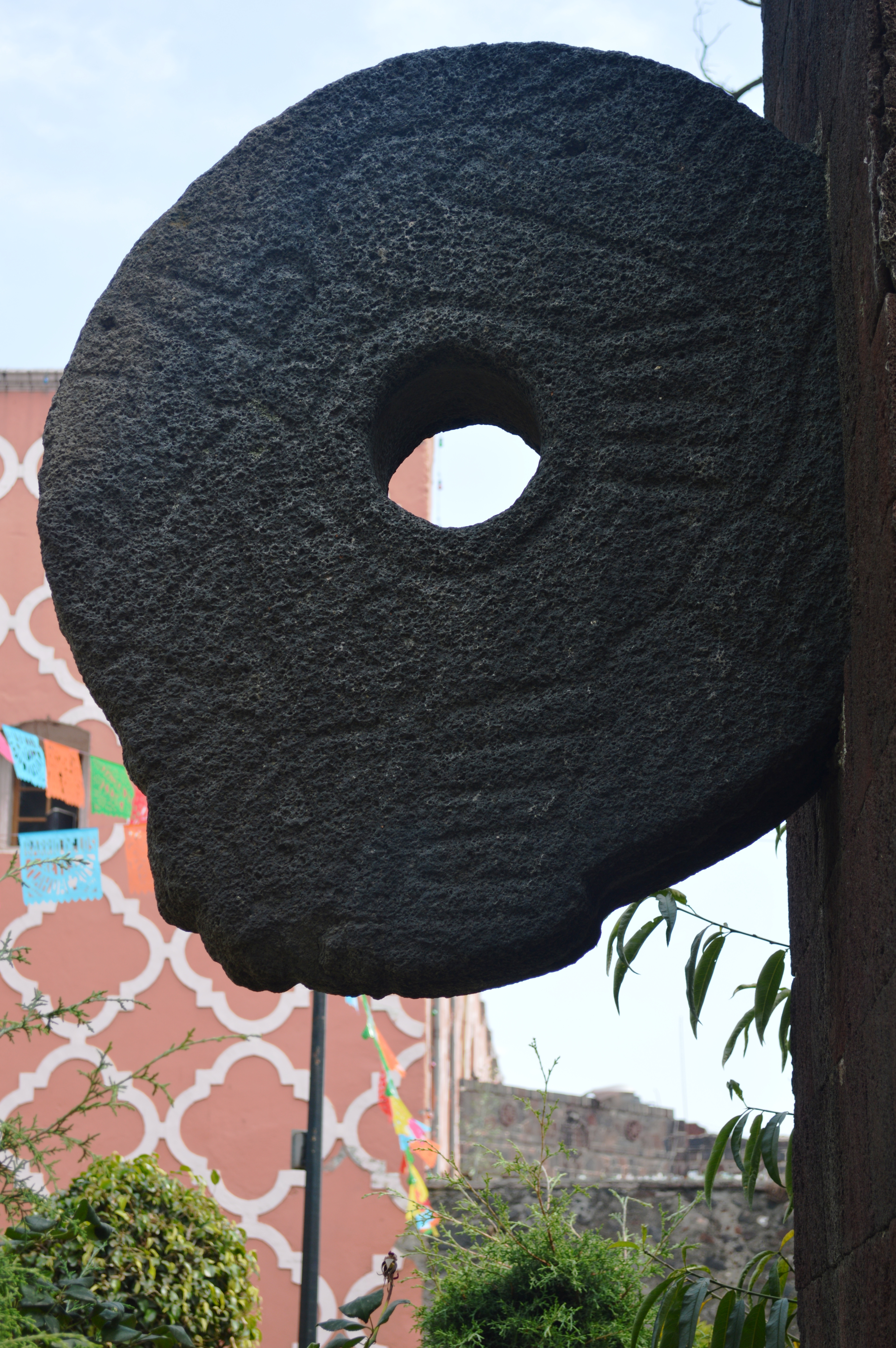
Aro de juego de pelota

En el atrio del templo, se encuentran dos aros de Juego de pelota mesoamericano, cuya referencia más antigua es la descripción que hizo de ellos el capitán Guillermo Dupaix en su visita a Tláhuac a principios del siglo XIX:

"...  A la entrada del cementerio de la parroquia están tendidas en el suelo dos piedras circulares algo parecidas á la muela de molino, la una con su superficie labrada de relieve, y ambas con sus pies ó bases para fijarlas en materia sólida, tierra ó pared; tienen en su centro un agujero redondo que pasa de una superficie á otra á manera de una muela de molino, y tienen una cuarta de diámetro. La calidad de la piedra es negruzca porosa, y volcánica; tienen de circuito cuatro varas cuatro dedos, y de diámetro una vara y algo, y de canto una media vara. Es reparable la figura grabada en las dos superficies ó planos, la que tiene mas de animal que de humano, ó por mejor decir puramente ideal..." .

- Wikimedia Commons alberga una categoría multimedia sobre Templo y exconvento de San Pedro Apóstol de Tláhuac.